# Noah Edjouma
Noah Edjouma (Clamart, 4 ottobre 2005) è un calciatore francese, attaccante del Tolosa.

## Carriera

### Club
È cresciuto nel settore giovanile del Tolosa, con cui ha firmato il primo contratto professionistico il 16 marzo 2023. Ha debuttato in prima squadra il 7 gennaio 2024 nell'incontro di Coppa di Francia vinto 3-0 contro il Chambéry
Il 6 febbraio 2025 ha esordito a livello professionistico agli ottavi di coppa contro il Guingamp e quattro giorni dopo ha segnato il suo primo gol, all'esordio in Ligue 1, contro l'Auxerre.

### Nazionale
Ha giocato nelle nazionali giovanili francesi Under-18 ed Under-20.

## Statistiche

### Presenze e reti nei club
Statistiche aggiornate al 12 gennaio 2025.
| Stagione        | Squadra         | Campionato      | Campionato | Campionato | Coppe nazionali | Coppe nazionali | Coppe nazionali | Coppe continentali | Coppe continentali | Coppe continentali | Altre coppe | Altre coppe | Altre coppe | Totale | Totale | Totale |
| Stagione        | Squadra         | Comp            | Pres       | Reti       | Comp            | Pres            | Reti            | Comp               | Pres               | Reti               | Comp        | Pres        | Reti        | Pres   | Reti   |        |
| --------------- | --------------- | --------------- | ---------- | ---------- | --------------- | --------------- | --------------- | ------------------ | ------------------ | ------------------ | ----------- | ----------- | ----------- | ------ | ------ | ------ |
| 2023-2024       | Tolosa 2        | N2              | 21         | 3          | -               | -               | -               | -                  | -                  | -                  | -           | -           | -           | 21     | 3      |        |
| 2024-2025       | Tolosa 2        | N3              | 6          | 4          | -               | -               | -               | -                  | -                  | -                  | -           | -           | -           | 6      | 4      |        |
| 2023-2024       | Tolosa          | L1              | 0          | 0          | CF              | 2               | 0               | -                  | -                  | -                  | -           | -           | -           | 2      | 0      |        |
| 2024-2025       | Tolosa          | L1              | 4          | 1          | CF              | 1               | 0               | -                  | -                  | -                  | -           | -           | -           | 5      | 1      |        |
| Totale carriera | Totale carriera | Totale carriera | 31         | 8          |                 | 3               | 0               |                    | -                  | -                  |             | -           | -           | 34     | 8      |        |